# Fouga Magister

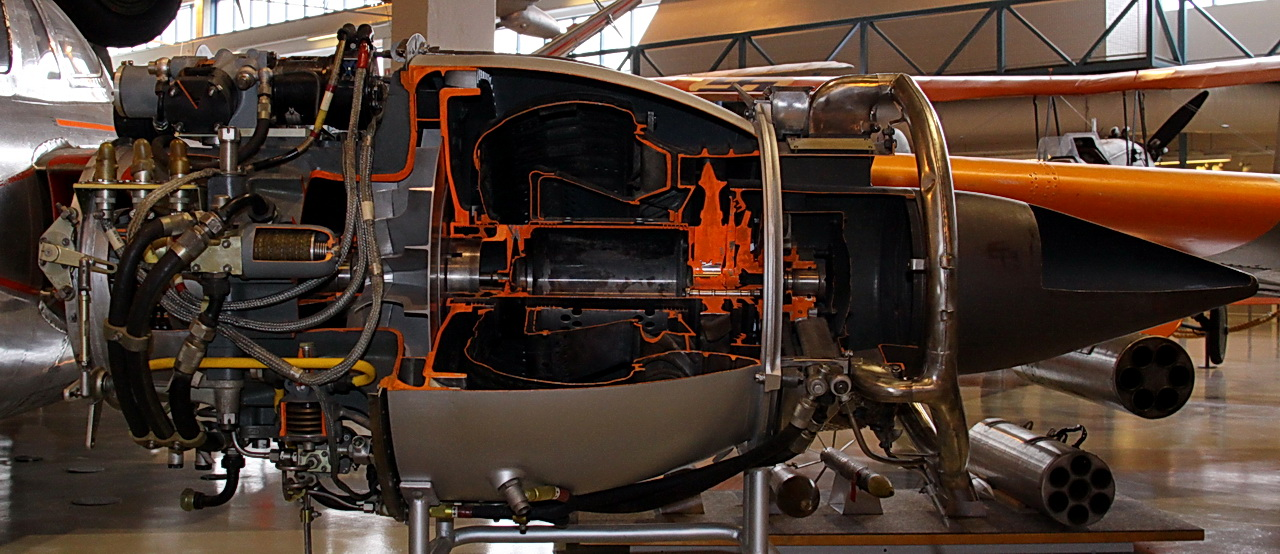
Turbomeca Marboré II F 3

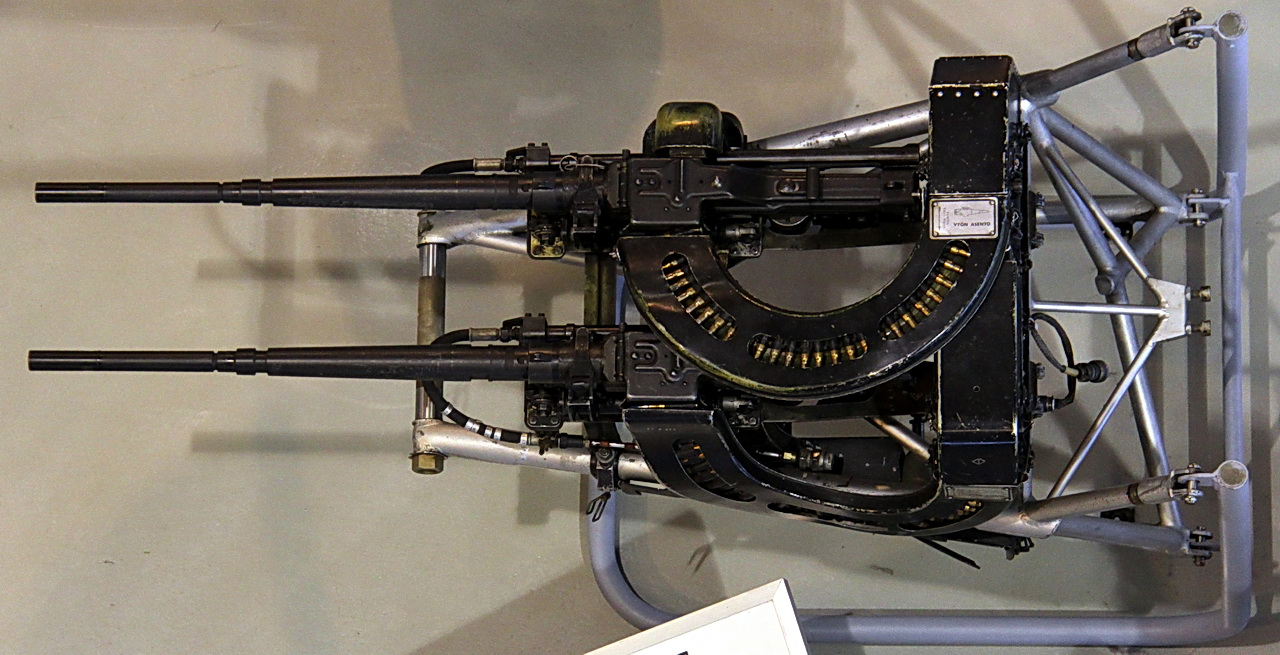

El Fouga Magister (designado por la compañía como CM.170) es un avión de entrenamiento a reacción biplaza francés, y fue el primer avión de entrenamiento biplaza del mundo motorizado con un turborreactor. Este avión es un desarrollo del CM.175 Zéphyr, que fue una versión naval para la Marina Nacional francesa.

## Variantes
- CM.170 Magister: tres prototipos, equipados con turborreactores Marboré II de 400 kg de empuje unitario; seguidos por diez aviones de preserie con refinamientos de detalle y capacidad de armas.
- CM.170-1 Magister: primera versión de serie con motores Turbomeca Marboré IIA; 761 en total, incluidos 188 en Alemania Occidental, 62 en Finlandia y 50 en Israel.
- CM.170-2 Super Magister: versión modernizada con motores Marboré VI de 4,7 kN (1,055 lbf) de empuje cada uno, 137 fabricados.
- CM.170M Esquif: designación original para el CM.175 Zéphyr.
- CM.171 Makalu: versión con el fuselaje alargado, motores Turbomeca Gabizo de 10,8 kN (2,422 lbf) de empuje cada uno.
- CM.173 Super Magister: con motores Marboré Super VI de 5,1 kN (1,143 lbf) de empuje cada uno y asientos eyectables. 137 fabricados. Voló en Francia, Irlanda y el Líbano.
- CM.175 Zéphyr: versión naval con gancho de apontaje para la Marina Francesa; 32 fabricados.
- IAI Tzukit o AMIT Fouga: versión de la Fuerza Aérea Israelí con puntos de anclaje para armamento.
- Fouga 90/90A: nuevo diseño previsto como reemplazo, con turbohélices Turbomeca Astafan de 7,6 kN (1,715 lbf) de empuje cada uno, cabina reformada para mejorar la visibilidad y aviónica mejorada. No se hizo ningún pedido.

## Usuarios
Alemania

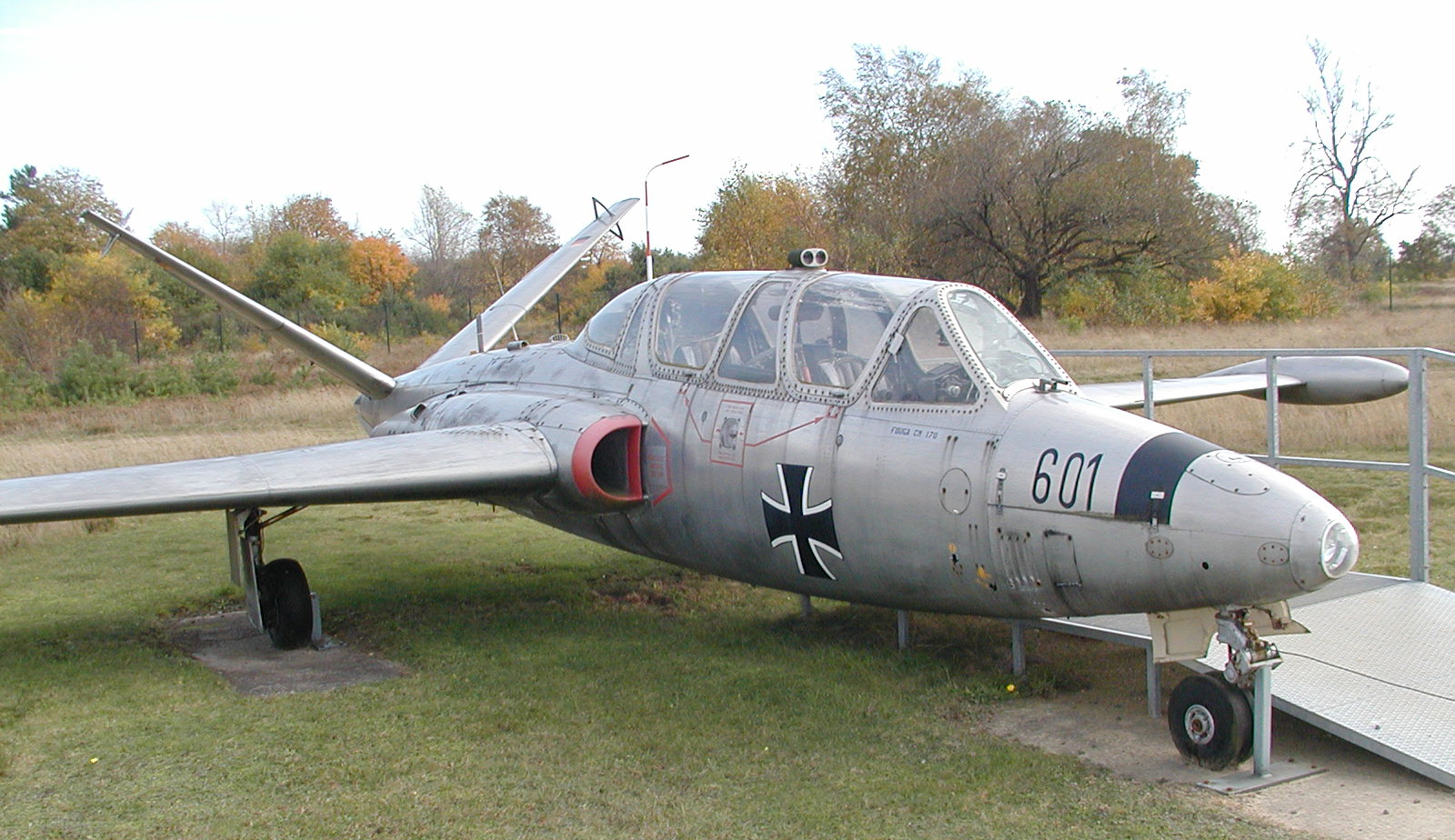
Fouga Magister de la Luftwaffe.

- Luftwaffe (250 aeronaves (62 nuevas y 188 bajo licencia de producción))

 Argelia
- Fuerza Aérea Argelina (28 aviones procedentes de Alemania)

 Austria
- Fuerza Aérea Austriaca (18 aviones)

 Bangladés
- Fuerza Aérea Bangladesí (8 aeronaves procedentes de Alemania)

 Bélgica
- Fuerza Aérea Belga (50 aviones)

 Brasil

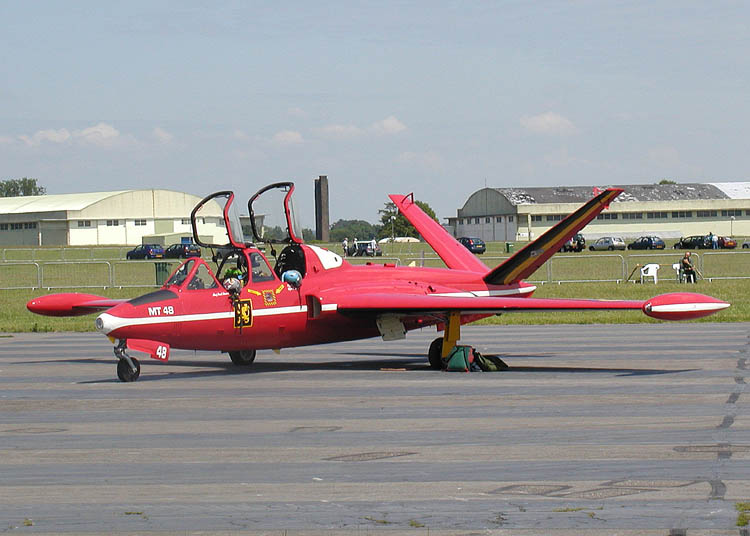
Fouga Magister de la Fuerza Aérea Belga.

- Fuerza Aérea Brasileña (7 aviones)

 Camboya
- Fuerza Aérea de Camboya (4 aeronaves)

 Camerún
- Fuerza Aérea del Camerún (9 aeronaves procedentes de Francia)

 El Salvador
- Fuerza Aérea Salvadoreña (9 aeronaves procedentes de Israel)

 Finlandia
- Fuerza Aérea Finlandesa (80 aeronaves (18 nuevas y 62 fabricadas bajo licencia))

 Francia
- Armée de l'air (397 aeronaves)
- Aéronavale (30 Zéphyr)

 Gabón

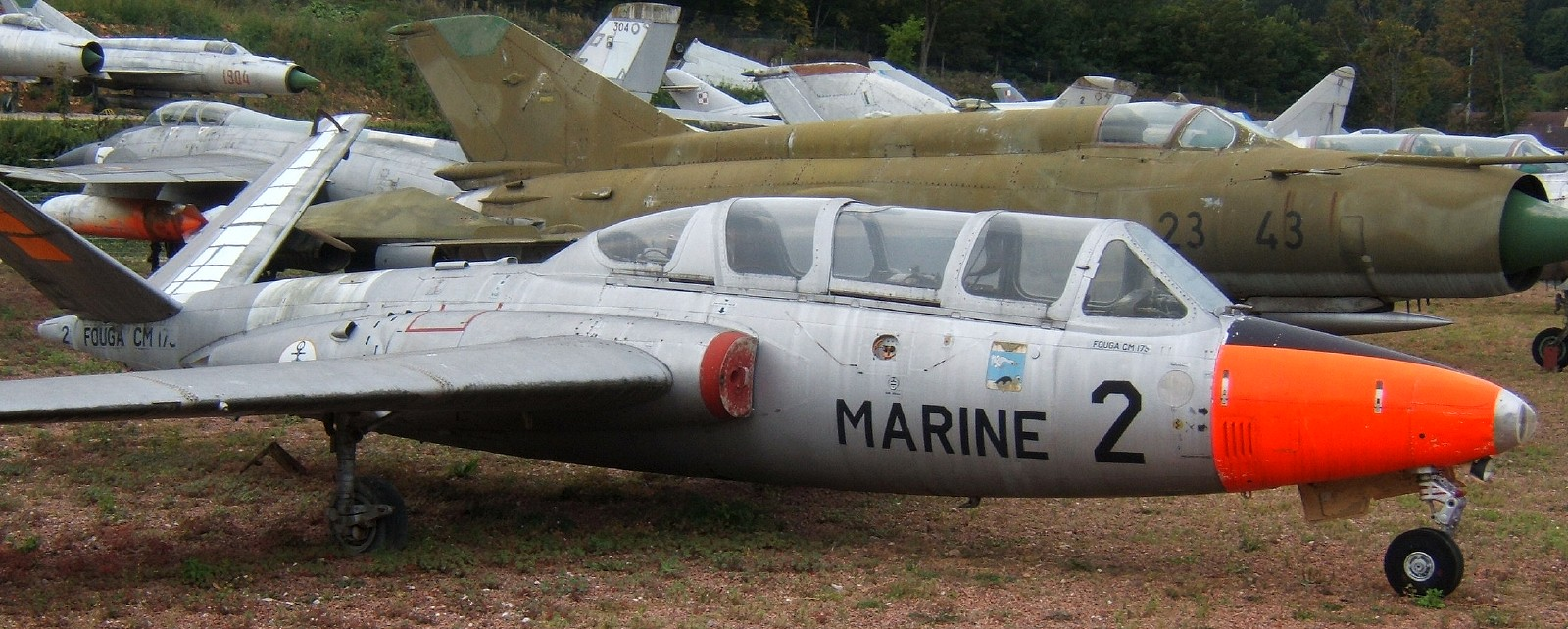
Fouga CM.175 Zéphyr de la Armada Francesa.

- Fuerza Aérea de Gabón (5 procedentes de Alemania)

 Irlanda
- (7 aeronaves procedentes de Austria y Francia)

 Israel

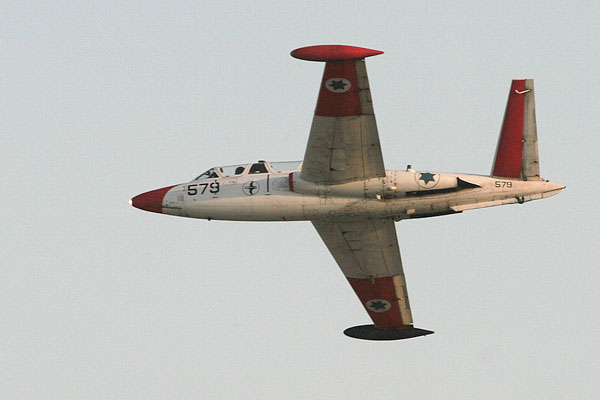
IAI Zurkit de la Fuerza Aérea Israelí.

- Fuerza Aérea Israelí (52 aeronaves (16 nuevas y 36 fabricadas bajo licencia))

 Líbano
- Fuerza Aérea del Líbano (8 aeronaves procedentes de Alemania)

 Libia
- Fuerza Aérea Libia (8 aeronaves procedentes de Francia)

 Marruecos
- Real Fuerza Aérea Marroquí (21 aeronaves nuevas, y procedentes de Alemania y Francia)

 Países Bajos
 Ruanda
- Fuerza Aérea de Ruanda (3 aeronaves procedentes de Francia)

 Senegal
- Fuerza Aérea de Senegal (5 aeronaves procedentes de Brasil)

 Togo
- Fuerza Aérea de Togo

 Uganda
- Fuerza Aérea de Uganda (12 aeronaves procedentes de Israel)

 Guatemala
- (1 aeronave procedente de Francia)